# Козирев Михайло Натанович
Михайло Натанович Козирев (* 5 серпня 1967, Свердловськ, нині Єкатеринбург, РРФСР) — російський радіопродюсер, актор, колишній генеральний продюсер російських радіостанцій «Максимум», «Наше радіо» і «Радіо Ультра», продюсер нічного ефіру на телеканалі «Дождь» і ведучий програми «Мішанина» на радіо «Срібний дощ».
Закінчив Свердловський державний медичний інститут, лікувально-профілактичний факультет (1992), в 1992—1994 навчався в США, в Помона-коледжі (англ. Pomona College), Клермонт, Каліфорнія (відділення мас-медіа).
Першу радіопрограму — «Музика більшовицьких дітей і бабусь» — організував в 1992 в Лос-Анджелесі на студентській радіостанції KSPC 88.7 FM. У 1993—1994 роках на радіо «Трек» в Єкатеринбурзі робив програму «Голос Совісті» (спільно з Михайлом Сімаковим).

## Життєпис

### Родина й навчання
Михайло народився в сім'ї скрипаля Натана Козирєва (1929—1994) і кінорежисера Лії Козирєвої. Натан Козирев закінчив Київську консерваторію. Виступав у складі Уральського симфонічного оркестру, педагог Свердловського музичного училища ім. П. І. Чайковського, заслужений працівник культури РФ. У 2009 році в Єкатеринбурзі пройшов Міжнародний фестиваль Уральської скрипкової школи пам'яті Натана Єфремовича Козирєва..
Племінник Валентина Гафта. Проходив строкову службу в армії в Курганській області під містом Шадринськ.
Закінчив Свердловський державний медичний інститут, лікувально-профілактичний факультет (1992), в 1992—1994 роках навчався в США, в Помона-коледжі (англ. Pomona College), Клермонт, Каліфорнія (відділення мас-медіа).

### На радіо
Свою першу радіопрограму — «Музика більшовицьких дітей і бабусь» — організував 1992 року в Лос-Анджелесі на студентській радіостанції KSPC 88.7 FM. У 1993—1994 роках на радіо «Трек» в Єкатеринбурзі робив програму «Голос Совісті» (спільно з Михайлом Сімаковим).
У московський радіобізнес прийшов 1994 року як програмний директор радіо «Максимум», звідки був звільнений у липні 1998 року. У 1998—2000 роках вів на НТВ щотижневу антинаркотичну передачу «Сутінки» за участю відомих музикантів.
Пік кар'єри Михайла на радіо припав на 1996—2003 роки, коли мобільний зв'язок та інтернет були доступні тільки окремим корпоративним клієнтам і радіо було значущим комунікатором для молоді. Бурхливе проникнення зв'язку та інтернету потіснили аналогове ефірне радіо, перетворивши його на фон в автомобілі, окремим інтернет-радіостанціям в епоху mp3 збирати велику аудиторію не судилося.
Був автором ідеї рок-фестивалю «Максидром». 1998 року став генеральним продюсером компанії «LNC» (згодом перейменованої в News Media Radio Group) і нової радіостанції «Наше радіо», з часом стала найбільш популярною рок-радіостанцією Росії.
2000 році реалізував свій давно задуманий проект — радіостанцію «Ultra», яку, під тиском інвесторів через нерентабельність закрив через кілька років (через час радіостанція була знову відкрита в УКХ, так званому «нижньому» або «радянському» діапазоні, на частоті 70.19 МГц). «Ultra» є провідником американської важкої музики, хоча спочатку в проекті звучали деякі російські виконавці.
Перейшовши працювати в «Логоваз», Козирєв реалізував проект «Наше радіо» (101,7 МГц у Москві, 104 МГц в Санкт-Петербурзі, різні частоти в інших містах), який став ядром козирєвськими просування альтернативної та рок-культури. Козирєв сформував цілу систему, в яку входили радіо, видавці, фестиваль і група зірок альтернативної сцени, так чи інакше розкручених зусиллями Козирєва. Машина досягла піку до кінця 2001 року.
2004 року на частоті «Ультра» 100.5 МГц відкрив радіостанцію «Best FM», основу формату якої складають західні «золоті хіти» 1960-1990-х.
Був організатором рок-фестивалів «Нашествие» (проводяться щорічно з 1999 року, крім 2003 і 2007 рр.), радіомарафону «Все в наших руках» (на допомогу постраждалим від терористичних актів 1999 року) і телемарафону «SOSтрадание» (на допомогу постраждалим від теракту в Беслані 2004), ведучим «Чартова дюжини» — щотижневого хіт-параду «Нашого радіо». Брав участь у створенні новорічних програм «Неблакитний вогник» на телеканалі РЕН ТВ і «Перша ніч з Олегом Меньшиковим» на НТВ. У 2001—2003 роках був одним з постійних радіоекспертів у програмі «Земля-Повітря», що виходила спочатку на каналі ТВ-6, а пізніше на його спадкоємця ТВС.
Був звільнений з поста генерального продюсера «News Media Radio Group», «Нашого радіо» та радіо «Best FM» 1 лютого 2005 року. За офіційними даними, негативна динаміка фінансових показників радіостанції і публічна зайнятість Козирєва іншими видами діяльності, дратувала американських власників компанії і привела до відставки.
Грає самого себе у виставі «День радіо», а також в однойменному фільмі. Цю ж роль він зіграв і в фільмі «День виборів», продюсером якого є.
Лауреат національної премії Попова, премій «Медіаменеджер року», «Овація», «Тріумф», «Знак якості» та «ТЕФІ».
2006—2014 — вів передачу «Мішанина» на радіостанції «Срібний дощ» з Фьоклою Толстою.
2007 року вийшов тритомник «Мій рок-н-рол», що включає в себе спогади про радіостанції, заходах і про помітні персонах сучасного шоу-бізнесу очима Михайла Козирєва.

### Інша діяльність
10 вересня 2008 року призначений генеральним продюсером Першого альтернативного музичного телеканалу A-One. Через кілька днів після цієї події Михайло був жорстоко побитий на вулиці невідомими, які вкрали у нього речі. Вів на телеканалі програму «Мішаніна».
Звільнено з посади генерального продюсера A-One в квітні 2009 року через розбіжності у поглядах із керівництвом.
4 серпня 2009 року був ненадовго госпіталізований з діагнозом тромбофлебіт.
З 2010 року веде на телеканалі «Дождь» авторську програму «Новий рік з Михайлом Козирєвим», а також є продюсером нічного ефіру цього телеканалу. 25 липня 2011 року програму «Новий рік з Михайлом Козирєвим» вийшла в останній раз під такою назвою. З 29 серпня 2011 року та до 14 грудня 2012 року веде програму «LIVEНЬ», де формат залишається колишнім — живий виступ і цікавий гість. З 3 вересня 2012 року програму скорочується до 28 хвилин, залишається тільки живий виступ музичних колективів. Для міжпрограмних блоків відбирає музичні кліпи, раніше вони виходили блоком під назвою «Музика на Дощі».
Також 3 вересня 2012 року в ефір виходить програма «Козирєв Online», де головне — живе спілкування ведучого з глядачами каналу і обговорення головної теми дня в прямому ефірі телеканалу «Дождь».

## Нагороди
- Премія журналу «ОМ» за найкращу радіостанцію року — «Радіо Максимум» (1995, 1996 і 1997 роки);
- 1997 — Національна російська Премія «Овація» за фестиваль «Максидром» як найкращий фестиваль 1996 роки;
- 1997 — Спеціальна професійна премія преси «Знак Якості» за найкращу радіостанцію року — «Радіо Максимум»;
- 1998 — Перше місце на VIII Міжнародному фестивалі реклами — Золоте Яблуко (компанія «Ультра Продакшн») в конкурсі «Радіореклама» за роботу «Відкриття телеканалу MTV Росія»;
- 1998—1999 — Премія Попова («Шизгара Шоу» — найкраща програма 1998-99 року);
- 1999—2000 — Премія Попова в номінації «Найкраща радіостанція» (Наше Радіо);
- 2001 — Національна премія «Медіа Менеджер Року» за створення і впровадження інноваційних проектів в номінації «Електронні ЗМІ»;
- 2001 — Почесний диплом Національної Асоціації Телерадіомовників Росії (НАТ) «Нашому Радіо» за найкращу мережеву радіостанцію 2001 року (в категорії «розважальні формати»);
- Рік випуску 2008 — Перша національна премія в області рок-н-ролу «Чартова дюжина. Топ 13» в номінації "Найкраща книга про рок-н-ролі "за трилогію «Мій рок-н-рол».

## Сім'я
12 вересня 2011 року став батьком двох дочок: Єлизавети і Софії.

## Фільмографія
- 2007: День виборів — Михайло Натанович, програмний директор «Як би радіо»
- 2008: День радіо — Михайло Натанович, програмний директор «Як би радіо»
- 2011: Дитинка — Григорій Бурмістров, продюсер, власник студії звукозапису